# Rejai
Rejai is een bestuurslaag in het regentschap Lingga van de provincie Riau-archipel, Indonesië. Rejai telt 2467 inwoners (volkstelling 2010).